# Rubén Suñé
Rubén José Suñé (Buenos Aires, 7 marzo 1947 – Buenos Aires, 20 giugno 2019) è stato un calciatore e allenatore di calcio argentino, di ruolo centrocampista.

## Palmarès

### Club

#### Competizioni nazionali
- Campionato argentino: 3 4

Boca Juniors: Nacional1969 1970, Nacional 1976, Metropolitano 1976
- Coppa d'Argentina: 1

Boca Juniors: 1969

#### Competizioni internazionali
- Coppa Libertadores: 2

Boca Juniors: 1977, 1978
- Coppa Intercontinentale: 1

Boca Juniors: 1977